# 東急コーチ

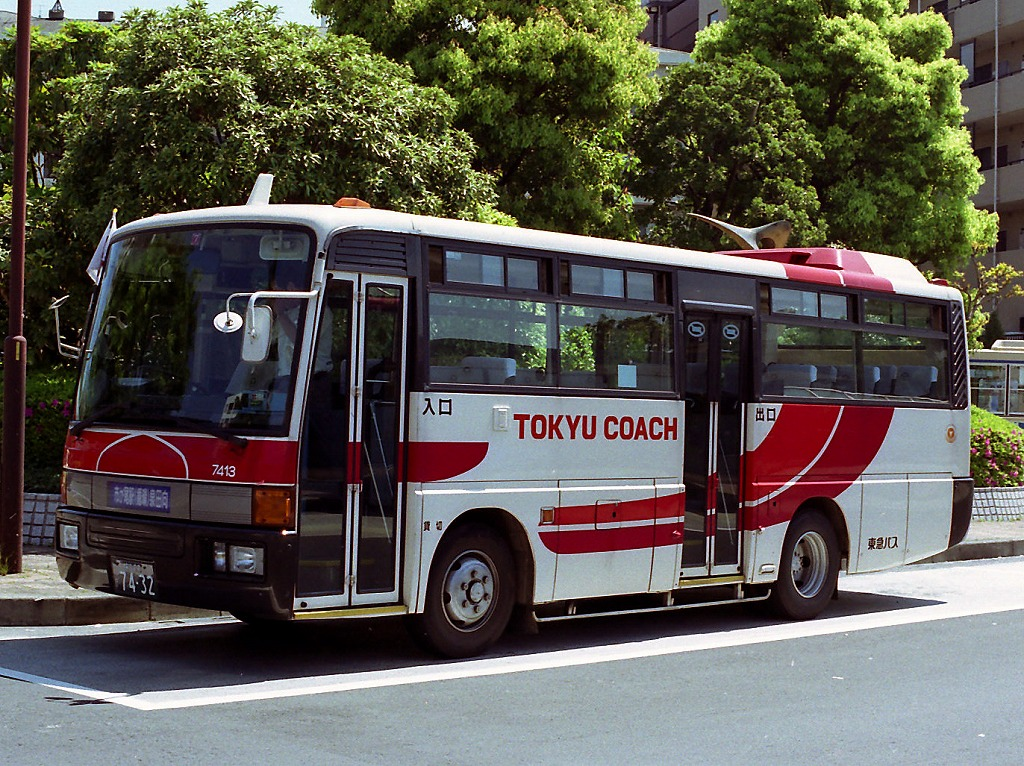
東急コーチ市が尾線の車両

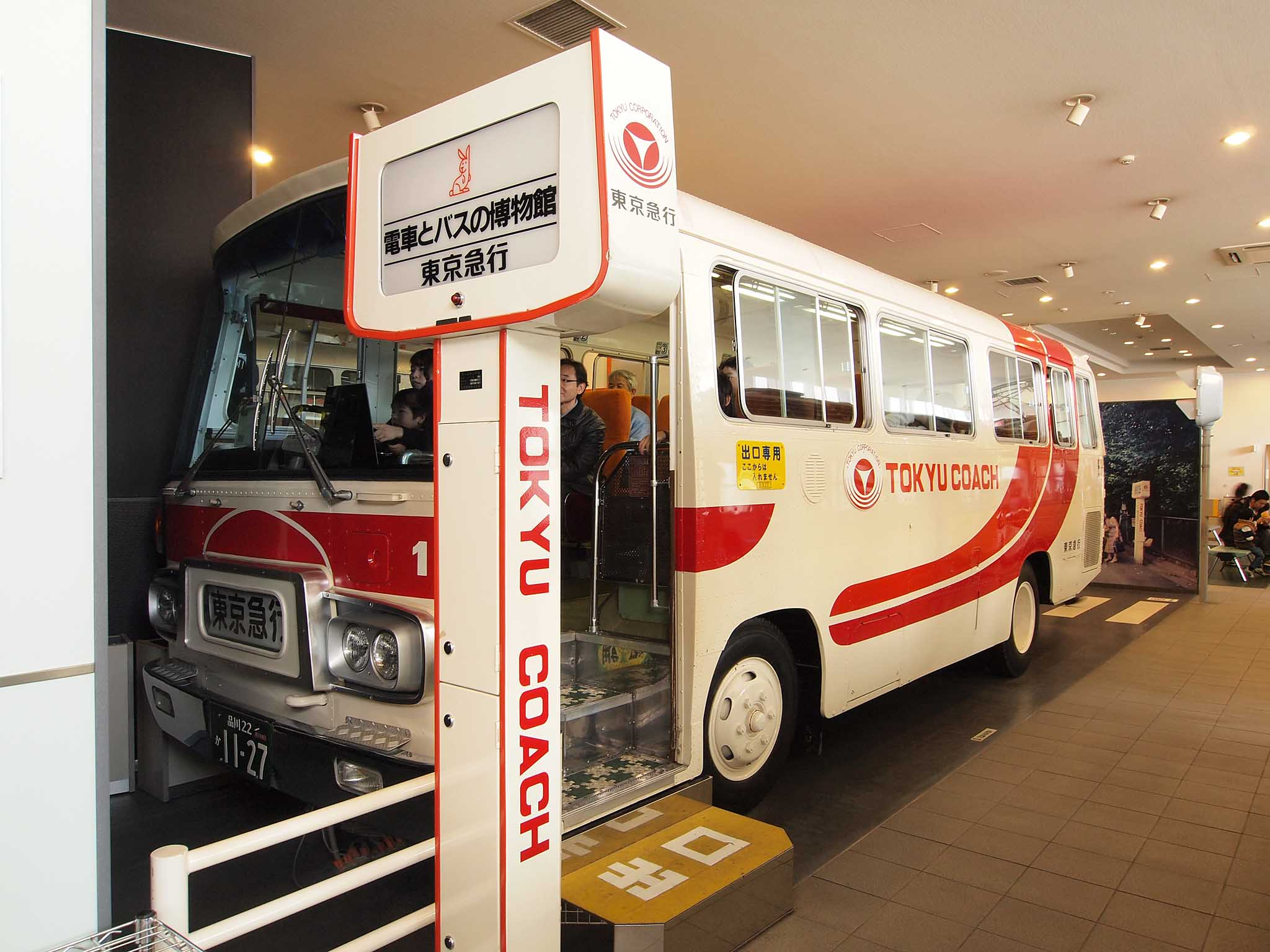
東急コーチ1号車
「電車とバスの博物館」展示車両

東急コーチ（とうきゅうコーチ、Tokyu Coach）は、かつて東急バスが貸切形態で運行していた路線バスのサービス・車両の名称。のちに一般路線化された後も、それを継承した路線および車両の愛称として使用されている。

## 概要
1975年12月24日に、東急バス駒沢営業所において「東急コーチ自由が丘線」が新設されたのが最初である。
専用車両を用いてデマンドバスとして運行するなど、一般路線とは異なる運行形態をとることによって高付加価値・高料金の概念を導入し、一般路線とは明確に差別化を図ったバスサービスを行った。当時は運賃設定に関する許認可が厳しかったため、乗合バスとして一般路線と異なる運賃を設定することが難しく、そのため路線新設から一般路線化されるまでの間は、免許上は貸切形態を取っていた（実際の運行形態としては一般路線に近かった）。
2001年前後に全路線が一般路線へと転換されるまでに、東京都内・神奈川県内に5路線11系統が開設された。一般路線化も転換前のサービスを一部継承し、独自の路線群を維持しており、「東急コーチ」の名は路線・車両の愛称として引き続き使用されている。現在は6路線14系統が運行されている。
東急コーチ1号車（T6501号車。三菱ふそうB623B）が宮崎台駅併設の電車とバスの博物館に保存されており、運転シミュレーターとして活用されている。同車はコーチ自由が丘線用だったが、シミュレーターの路線は鷺沼線となっている。

### 「コーチ」の意味
「コーチ (coach) 」とは、イギリス英語では、長時間・長距離移動等に適したより快適な設備（アコモデーション）を持つものを指す。英語では鉄道・バスを問わず、そうした設備の車両をcoachと呼ぶ。
東急コーチでは、ハイバックシートと観光バスタイプのフロントマスクを持つ専用車両を投入し、一般路線より優等なサービスを行うバス路線として「東急コーチ」と命名した。一般路線化された現在も、検査時などに一般車両が使用される場合があるものの、概ねコーチ専用車両が投入されている。

## 歴史
- 1975年（昭和50年）12月24日 - コーチ自由が丘線を開設
- 2000年（平成12年）10月2日 - コーチ自由が丘線を一般路線化[1]
- 2000年（平成12年）11月27日 - コーチ自由が丘線ダイヤ改正、自由が丘発のバスの行先を「駒沢四丁目」から「駒大深沢キャンパス」に変更、停留所名称を一部変更
- 2001年（平成13年）3月1日 - 美術館線・鷺沼線・市ヶ尾線・青葉台線を一般路線化[2]、美術館線・鷺沼線に系統番号付与
- 2001年（平成13年）5月16日 - コーチ自由が丘線にノンステップバス導入、リアルタイム運行情報サービス開始[3]
- 2001年（平成13年）12月16日 - 市ヶ尾線・青葉台線に系統番号付与
- 2006年（平成18年）12月16日 - コーチ自由が丘線にダイヤ改正に伴い、自01・02・11・12の新系統番号付与

## 路線
どの路線も東急線の駅と住宅街の中を結ぶ。いくつかの路線では、通常の路線バスが進入しないような住宅街の狭隘路を通行し、そのような場所にバス停やフリー乗降区間が設けられている。

### 一般路線化以前
一般路線化以前に東急コーチとして運行された路線は以下の通り。
コーチ自由が丘線（瀬田営業所〈1999年までは弦巻営業所、1984年までは駒沢営業所〉管轄）
- 自由が丘駅 - 駒沢
  - 駒沢は一般路線の駒沢停留所とは異なり、駒沢営業所（→駒沢折返所→駒沢公園西口）停留所付近に置かれた。

美術館線（瀬田営業所管轄）
- 二子玉川園駅 - 美術館 - 用賀駅
  - 1996年に美術館（世田谷美術館）を境に系統分割された。

鷺沼線（高津営業所管轄）
- 鷺沼駅 - 宮崎台駅
- 鷺沼駅 - グリーンハイツ中央
- 宮崎台駅 - グリーンハイツ西

市が尾線（青葉台営業所管轄）
- 市が尾駅 - 泉田向（循環・午前周り/午後周り）

青葉台線（青葉台営業所管轄）
- 青葉台駅 - 藤が丘駅

みどり台循環線（青葉台営業所管轄）
- 青82 青葉台駅 - 千草台 - みどり台

(青82に関しては、コーチ路線ではなく準コーチ路線である)

### 一般路線化後（現行路線）
太字は起・終点を表す。
なお、各路線の概要については、管轄営業所のリンクを参照されたい。
コーチ自由が丘線（瀬田営業所管轄）
- 自01
  - 自由が丘駅 - 深沢一丁目 - 深沢不動前 - {日体大裏→深沢六丁目→駒大深沢キャンパス前}
  - 瀬田営業所→中町五丁目→深沢六丁目→駒大深沢キャンパス前→深沢不動前→深沢一丁目→自由が丘駅（出庫便）
  - 自由が丘駅→深沢一丁目→深沢不動前→深沢六丁目→駒大深沢キャンパス前→深沢不動前→中町五丁目→瀬田営業所（入庫便）
- 自02
  - 自由が丘駅 - エーダンモール深沢 - 深沢不動前 - {日体大裏→深沢六丁目→駒大深沢キャンパス前}（循環）
  - 瀬田営業所→中町五丁目→日体大裏→駒大深沢キャンパス前→深沢不動前→エーダンモール深沢→自由が丘駅（出庫便）
  - 自由が丘駅→エーダンモール深沢→深沢不動前→深沢六丁目→駒大深沢キャンパス前→深沢不動前→中町五丁目→瀬田営業所（入庫便）
- 自11 東京医療センター →駒沢公園→深沢一丁目→自由が丘駅（片道のみ運行）
- 自12 自由が丘駅 - エーダンモール深沢 - 駒沢公園 - 東京医療センター

なお、自11・自12は一般路線化後の開設である。
美術館線（瀬田営業所管轄）
- 玉31 二子玉川駅 - 玉川病院 - 成育医療研究センター
- 玉32 二子玉川駅 - 玉川病院 - {成育医療研究センター→美術館}（循環）
- 用21 用賀駅 - 用賀地区会館 - 関東中央病院
- 用22 用賀駅 - 用賀地区会館 - 関東中央病院 - 美術館

宮崎台線（高津営業所管轄）
- 鷺11
  - 鷺沼駅→土橋→グリーンハイツ中央→グリーンハイツ東→神木→宮崎台駅（宮崎台行）
  - 鷺沼駅←土橋←宮前区役所（宮前平ショッピングモール）←グリーンハイツ東←神木←宮崎台駅（鷺沼行・通常便）
  - 鷺沼駅←土橋←宮前区役所（宮前平ショッピングモール）←グリーンハイツ東第二←神木←宮崎台駅（鷺沼行・迂回便）
- 鷺12 鷺沼駅→土橋→宮前区役所→土橋→グリーンハイツ中央→土橋→鷺沼駅
- 崎01 宮崎台駅 - 神木 - {宮前区役所（宮前平ショッピングモール）→土橋→グリーンハイツ西→グリーンハイツ中央}（循環）

※なお、鷺沼線の近隣を走行する虎ノ門線（宮06：宮前平駅 - 宮崎台駅 - 虎ノ門病院分院・崎02：宮崎台駅 - 虎ノ門病院分院〈高津営業所管轄〉）は2002年3月16日開設の一般路線であるが、コーチ車両（但し専用塗色に変更）を用いていることや、走行地域が同じであるため、周辺住民はコーチと同等の認識を持つ（但し、迂回運行やフリー降車区間はなし）。しかし、2008年に一般型中型車が集中投入され、一般型車両のみでの運行となった。同時にコーチ車は瀬田営業所に転属、もしくは廃車となった。
市が尾循環線（青葉台営業所管轄）
- 市61 市が尾駅 - 泉田向（循環・午前周り）
- 市62 市が尾駅 - 泉田向（循環・午後周り）

青葉台線（青葉台営業所管轄）
- 青01 青葉台駅 - みたけ台 -柿の木台- 藤が丘駅
- 青82 青葉台駅 - 千草台 - みどり台

## 一般路線化
コーチ自由が丘線は2000年10月2日より、それ以外の路線は2001年3月1日より、一般路線化が行われた。内容としては、特にコーチのサービスに関連するものとして、
- デマンドサービスから、時間帯による運行ルートの変更へ運行形態を変更
  - コールボックスの廃止
- 運賃改定（230円から、一般路線と同額の210円または200円に値下げ）
- バス共通カード（後にPASMO・Suica）への対応
- 各地域の全線定期券で乗車できるようになる

その他にも、
- 停留所の新設・名称の変更
- 増便
- 各路線の系統番号の付与（一部）

などが行われている。
一般路線化後も東急バス及び周辺住民には、東急コーチとして認識・利用されている。

## 一般路線化以前の特徴

### デマンドサービス
本線ルートから外れた場所に迂回停留所を設け、同停留所で降車する旨の申し出がある場合、もしくは、同停留所に設けられたコールボックスからの呼び出しがあった場合に限り停車するサービスである。
迂回停留所に迂回するルートを、「迂回ルート」もしくは「デマンド区間」と称した。「迂回ルート」「デマンド区間」の多くはフリー降車区間と重複していた。
コールボックスは、ボタンを押すだけでバスに呼び出しを行い、そのコールボックスを呼び出したところにバスは迂回され、コールボックスのあるバス停に停車する（呼び出し取り消し機能もあった）。また、コールボックスに記載された電話番号に一般家庭から電話するだけでバスを呼び出す機能も存在していた。
バス車内に於いては電光表示によるルート図が設定され、迂回ルートに入る場合には迂回ルートが点灯し、車内乗客に運行ルートを知らせた。中には、次の停留所を表示するLED案内装置や、迂回ルートをランプで点灯する表示板を設置する車両もあった。
現在は一般路線化の際に時間帯による運行ルートの変更、もしくは終日運行という形態に変更されている。これについてはこちらを参照。
コーチ自由が丘線の迂回停留所
- 深沢一丁目、深沢六丁目

美術館線の迂回停留所
- NHK技術研究所、大蔵病院（現：成育医療研究センター）、関東中央病院

鷺沼線の迂回停留所
- 日本電気研究所・グリーンハイツ東（鷺沼駅行のみ）、日本電気研究所第一・日本電気研究所第二（宮崎台駅行のみ）
  - グリーンハイツ東に停車しない場合グリーンハイツ東第二を経由

市ヶ尾循環線の迂回停留所
- 荏田西四丁目

青葉台線の迂回停留所
- みたけ台小学校第一、みたけ台小学校第二、柿の木台第二、柿の木台第一

### フリー乗降区間・フリー降車区間の設定
一定の区間において降車ボタンを押すことにより、どこでも停車するサービス。バスは安全な場所を選んで停車する。なお、所要時間が大幅に増えることを防ぐため、停車した際に近隣での降車客は一緒に降りるように自動放送で要請される。多くは迂回ルート・デマンド区間にあった。
フリー降車区間の場合、乗車は停留所で行う必要がある。
山間地域や過疎地域などの交通の便が発達していない地域ではしばしば見られるサービスであるが、住民の多い住宅地においては珍しいサービスである。
コーチ自由が丘線
- 等々力七丁目付近 - 深沢一丁目付近、深沢六丁目付近（駒沢行の迂回便のみ）

美術館線
- フリー乗降・降車区間なし

鷺沼線（フリー降車区間）
- グリーンハイツ東付近（鷺沼駅行・迂回便のみ）、グリーンハイツ中央→グリーンハイツ東（宮崎台駅行）、宮崎第4公園 - 宮崎桜の丘公園前 - 宮崎台小学校正門（宮崎台駅行のみの停留所）

市ヶ尾循環線（フリー乗降区間）
- 東市が尾小学校 - 荏田西4丁目付近

青葉台線（フリー降車区間）
- 青01：みたけ台小学校第一 - みたけ台小学校第二付近、もえぎ野交差点下 - 柿の木第一付近

### その他の特徴
- 一部停留所でのバス接近音声案内
- バス出発案内
  - 宮崎台駅では、鷺沼線のバスが出発間近になった際、改札口正面の天井にある案内表示器が点灯し、出発が近いことを知らせていた。現在は使用されていないが、今も案内表示器は残されている。
- ハイバックの座席を装備した専用車両
- 全線定期券・共通回数券での乗車不可
- 専用バスカード「コーチカード」
  - 一般路線化前はバス共通カードが利用できなかった。そのため、「コーチカード」という東急コーチ専用カードが存在した。図柄はコーチ一号車の側面の帯と同じものである。一般路線化以降はバス共通カードが利用できるようになったため販売を終了したが、一般路線化後もコーチカードを利用できた。

## 一般路線化以降の特徴

### 時間帯による運行ルートの変更
一般路線化された後に設定された運行形態である。時間帯によって本線ルート及び迂回ルートを分けて運行する。自由が丘線・美術館線・鷺沼線では迂回ルートはデマンドルートがそのまま転換され、市ヶ尾線と青葉台線ではデマンドルートを含めた全区間運行という形に変更された。なお一般路線化以降に変更のあった路線については、本項においては現在の運行ルートについてのみ記載する。
自由が丘線
- 自01・自02：自由が丘駅発は9:00〜23:20、深沢六丁目発は9:00〜12:00に深沢一丁目経由迂回（自01）。その他の時間はエーダンモール深沢経由直行（自02）。
- 自11・自12：東京医療センター発は午後は深沢一丁目経由迂回（自11）、その他の時間及び自由が丘駅発は全便エーダンモール深沢経由直行（自12）。

美術館線
- 玉31・玉32：休日の美術館開館時間帯のみ美術館へ迂回
- 用21・用22：美術館開館時間帯のみ美術館へ迂回

鷺沼線
- 鷺11：9～21時は鷺沼駅行がグリーンハイツ東へ迂回（宮崎台行は全便経由）

市ヶ尾線
- 全便がデマンド区間を含め全区間運行

青葉台線
- 全便がデマンド区間を含め全区間運行

### フリー乗降区間・フリー降車区間
フリー乗降区間・フリー降車区間は、一般路線化後も維持されている。
コーチ自由が丘線（フリー降車区間）
- 自01：等々力七丁目付近→深沢一丁目付近（駒大深沢キャンパス前方向）及び日体大裏→駒大深沢キャンパス前付近
- 自02・自11・自12：フリー乗降・降車区間なし

美術館線
- フリー乗降・降車区間なし

宮崎台線（フリー降車区間）
- 鷺11：グリーンハイツ東付近（鷺沼駅行・迂回便のみ）、グリーンハイツ中央→グリーンハイツ東付近（宮崎台駅行）、宮崎第4公園 - 宮崎台小学校正門（←日本電気研究所第二）
- 鷺12：グリーンハイツ西 - グリーンハイツ中央
- 崎01：グリーンハイツ中央→グリーンハイツ東付近（宮崎台駅行）、宮崎第4公園～宮崎台小学校正門（←日本電気研究所第二）

市ヶ尾線（フリー乗降区間）
- 市61・市62：東市が尾小学校 - 荏田西4丁目付近

みたけ台線（フリー降車区間）
- 青01：みたけ台小学校第一 - みたけ台中学校入口、もえぎ野交差点下 - 柿の木台入口

青葉台線（フリー乗降区間）
- 青82：北八朔公園江古田口 - ゆうふくの郷

## 車両
1975年の運行開始以来、一貫して三菱ふそう製の9mクラス中型車を投入しており、初代専用車のB623BからK-MK115/116F、エアロミディMKが代々投入されてきた。原則として他の東急バス路線で使用される車両とは異なる専用車で運行が行われている。当初は前扉のみの車両を導入していたが、1991年以降、青葉台・市が尾線や鷺沼線、美術館線などに導入された車両は前中扉となった。
一般路線化後はワンステップバスやノンステップバスといった低床車も導入されるようになったほか、コーチ自由が丘線では一般路線化後に日野・レインボーHRが専用車として就役、東急コーチでは初めて三菱ふそう以外の車種が導入されることとなった。
現在、これらコーチ車両で在籍しているのは、自由が丘線の2代目専用車の日野・レインボーIIのみとなっている。
歴代のカラーリングは4種類が採用されている。
- オリジナル：白地に赤線。側面の裾から後ろへ2本の弧を描く。
- 美術館線ver：白地に赤とオレンジ。
- 車体再生：上半分が赤で下半分がグレー、中央に赤帯が入る。TOKYU COACHロゴは削除。オリジナル車が車体再生工事を受けた際にこの塗装となった。
- ノンステップ車（ふそう）：車体再生塗装をベースに、赤帯部に青帯を追加（ノンステップ車と共通モチーフ）。
- ノンステップ車（日野）：自由が丘線専用で赤をベースに金で縁取り。Tokyu Coachロゴは書体を替えて残存。レインボーHRは側面に路線図が描かれていた。

瀬田営業所は美術館線に加え、1999年9月以降はコーチ自由が丘線を受け持つようになったが、車両については両路線で分けられていた。美術館線用の車両がコーチ自由が丘線の運用に入るケースもあったが、その場合は室内のデマンド表示が美術館線仕様のまま運用されていた。
除籍された中古車の一部は、函館バスや上田バス、草軽交通に譲渡され、移籍車として使用されている。

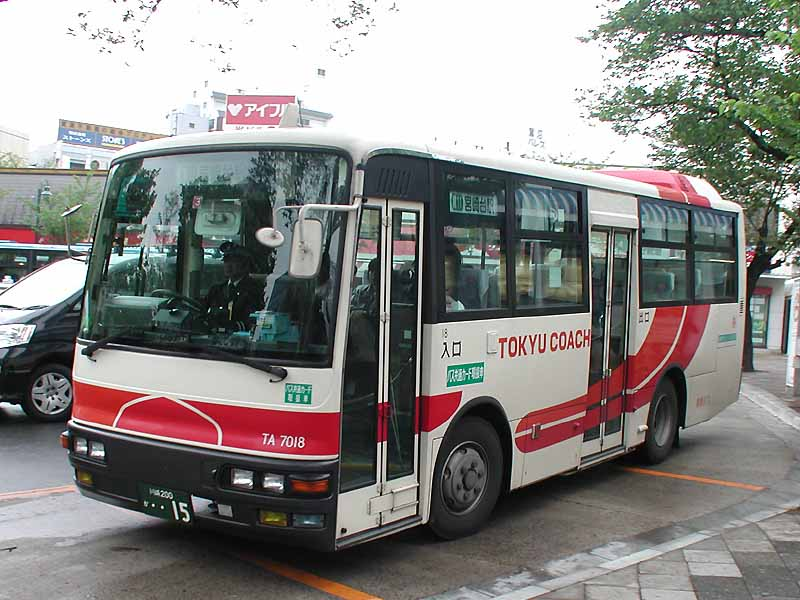
オリジナル塗装
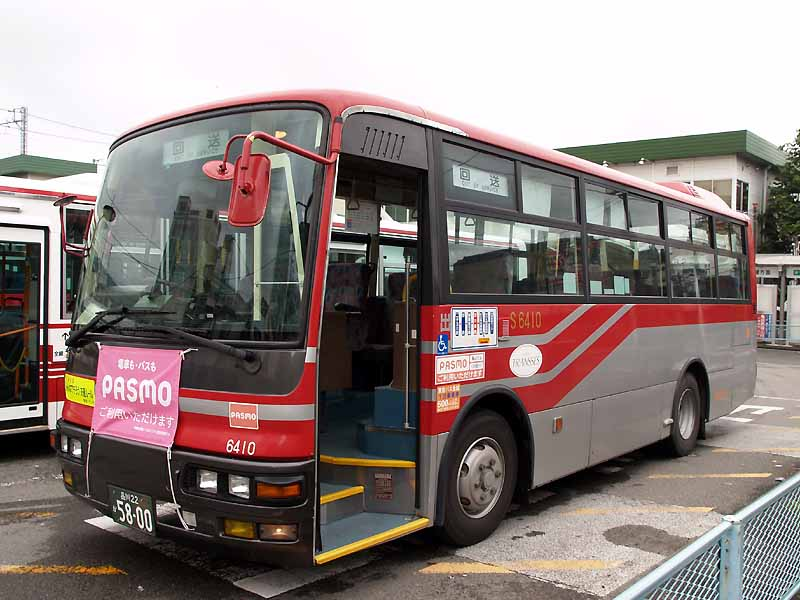
車体再生塗装
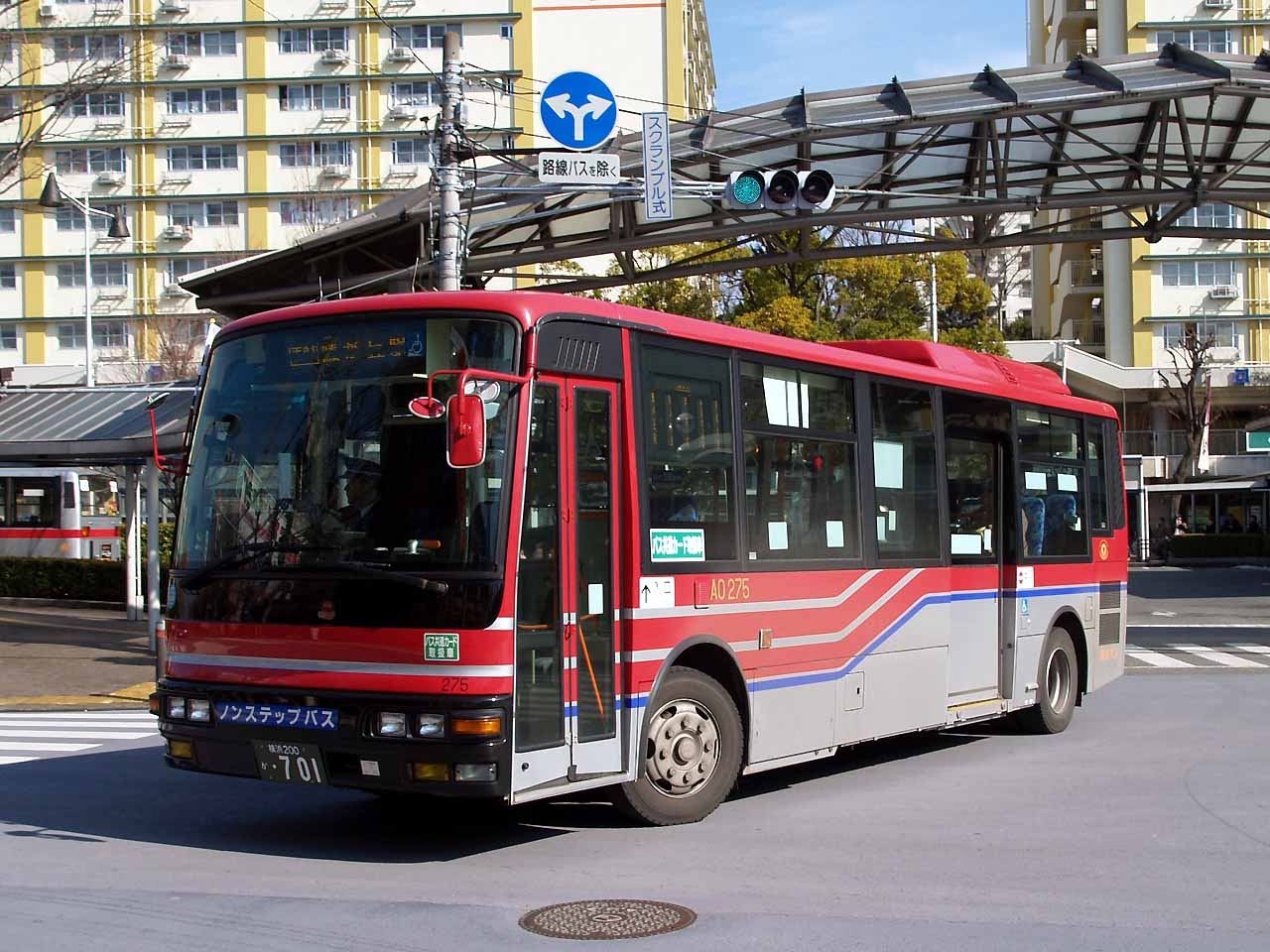
ノンステップ車（ふそう）
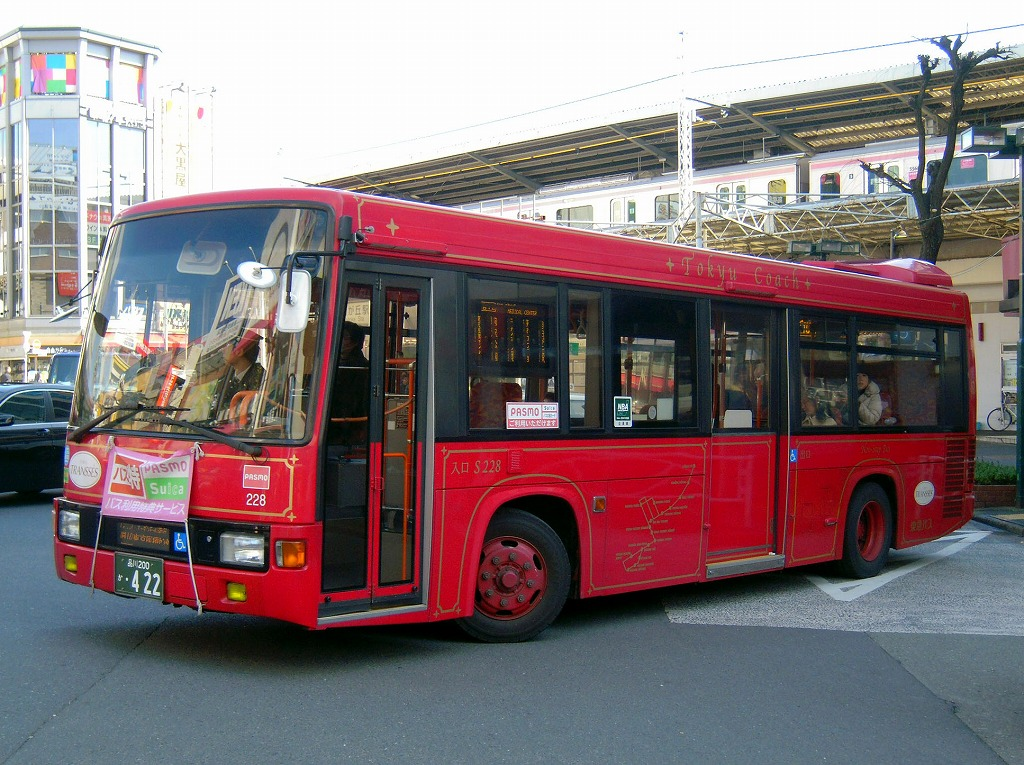
自由が丘線バージョン（日野・レインボーHR）
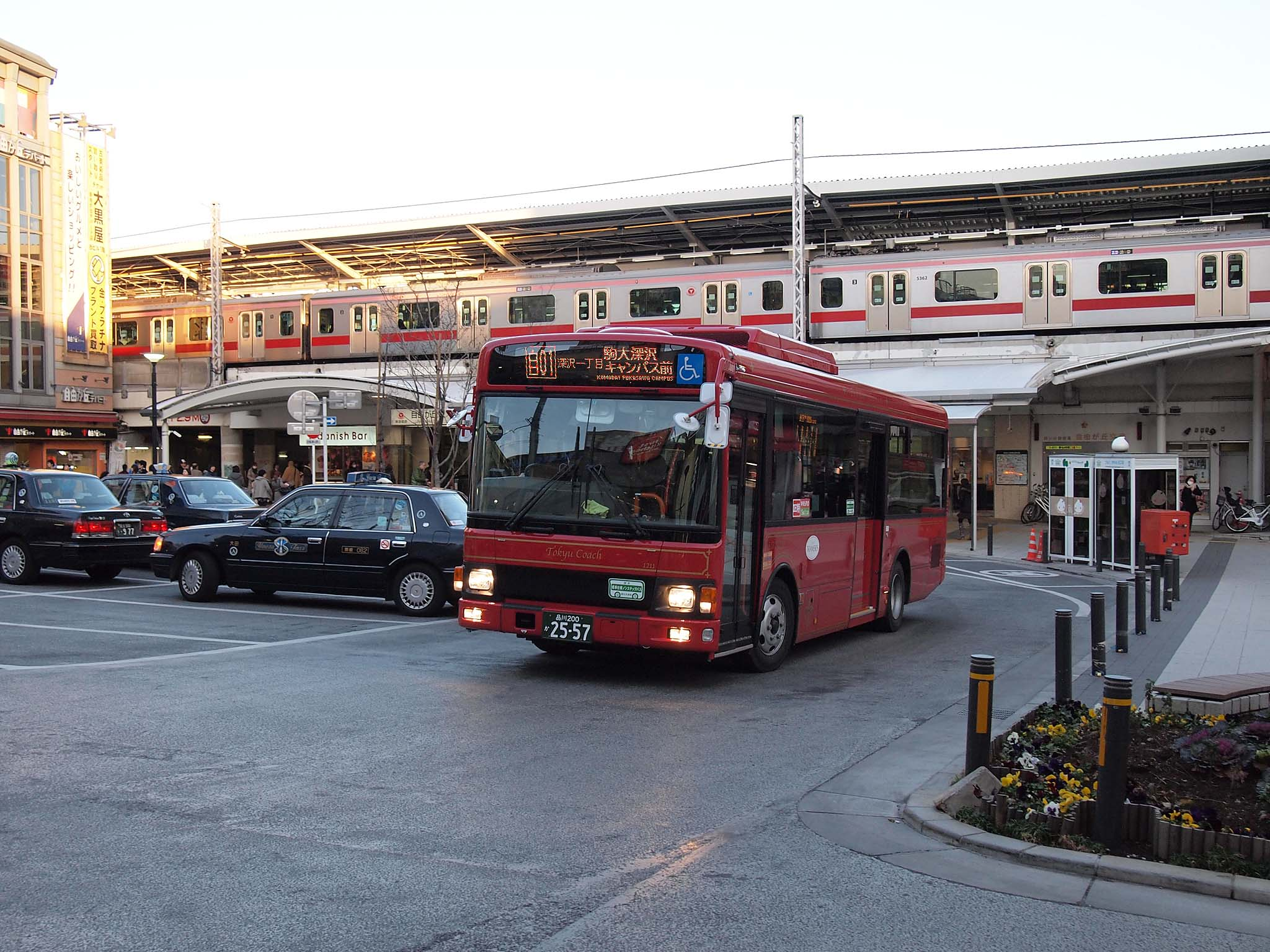
自由が丘線バージョン（日野・レインボーⅡ）
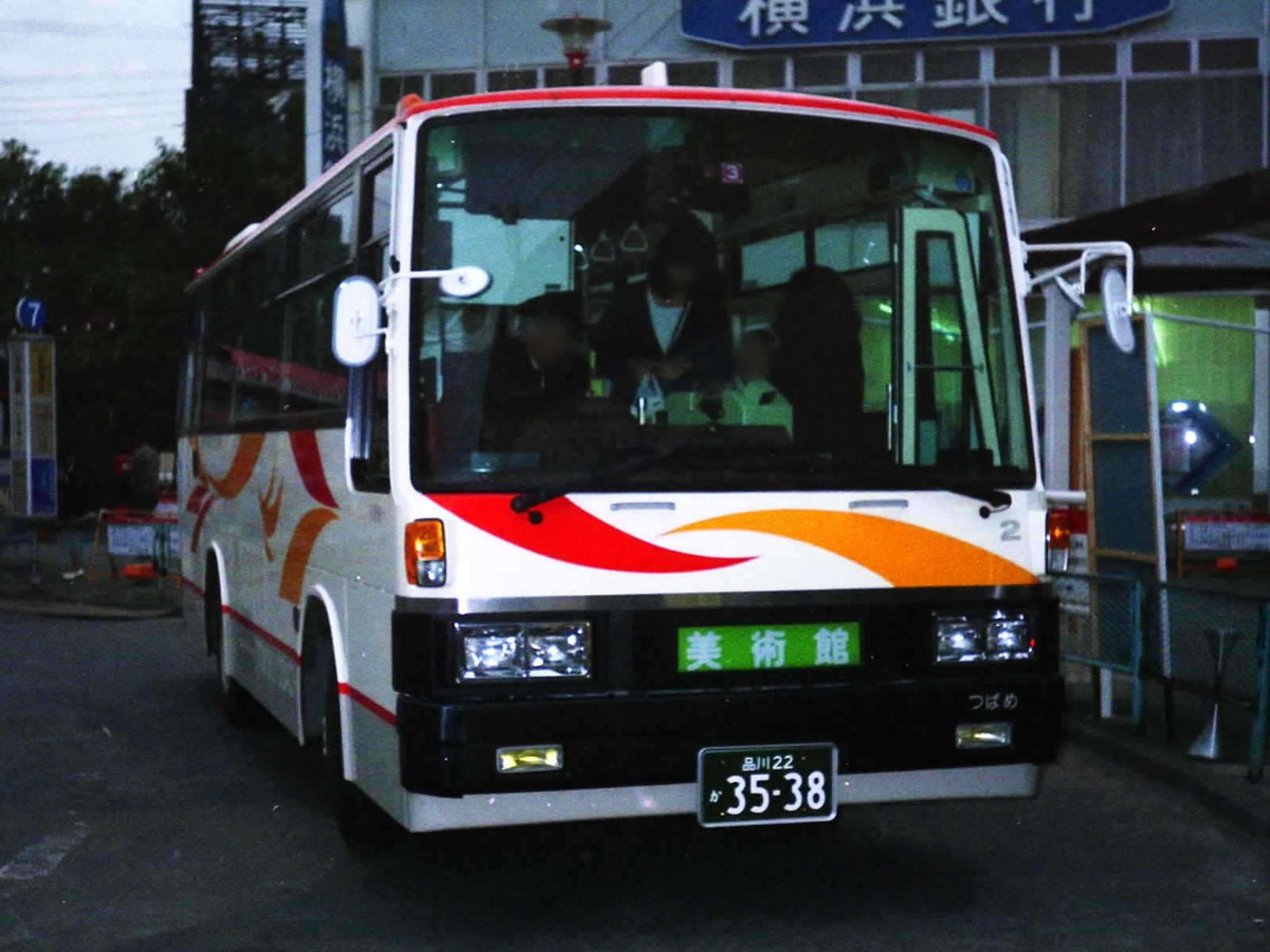
美術館線ver（美術館線運行開始当初の車両）

## その他
- コーチ自由が丘線は、日曜・祝日の12時から18時まで自由が丘駅付近一帯が歩行者天国となるため、通常の「自由が丘駅」停留所に代えて「自由が丘駅入口」停留所での発着となる（着停留所はグランド線・渋11が使用する停留所と同一。発停留所は横浜銀行自由が丘支店前。）。その際の折り返しは、田園調布駅バスターミナルを使用している。2005年までは、大井町線の自由が丘検車区跡地で営業していたニッポンレンタカー営業所構内にて折り返しをしていたが、同所に商業施設「トレインチ自由が丘」が建設されることになり、田園調布駅バスターミナルで折り返すようになった。
- 鷺沼線は、毎年4月上旬に宮崎台駅付近で「さくら祭り」が開催される際、同駅ロータリーを含めた南口道路が会場となるため、ルート変更が行われ、北口に臨時停留所が設置される。